# Lycée Empereur-Guillaume et de la ville d'Hanovre
Le lycée Empereur-Guillaume et de la ville d'Hanovre (KWR en abrégé) est un lycée humaniste d'Hanovre qui est né de la fusion de 1995 avec le lycée de la ville et le lycée Empereur-Guillaume (KWG).

## Histoire
En raison de la perte d'étudiants, le lycée de la ville à lui seul avait peu d'avenir et, après de longues disputes avec la ville de Hanovre, il déménage en 1994 dans le bâtiment du lycée Empereur-Guillaume pour sauver l'ancienne concentration linguistique ; En 1995, après quelques disputes, les deux écoles fusionnent pour former le lycée Empereur-Guillaume et de la ville (KWR), mettant ainsi fin à leur longue coexistence. La statue de «Sophia» dans la cour de récréation du KWR, créée dans les années 1950 et située à l'origine sur l'ancien bâtiment du lycée de la ville, peut servir de symbole d'unification.

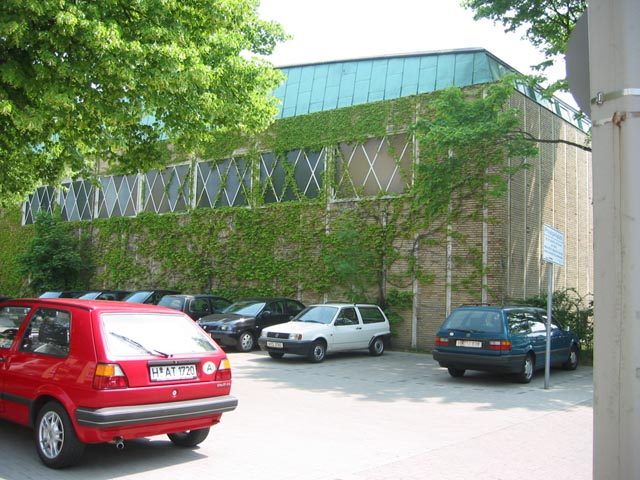
Nouveau bâtiment du KWG (années 1950) : L'auditorium
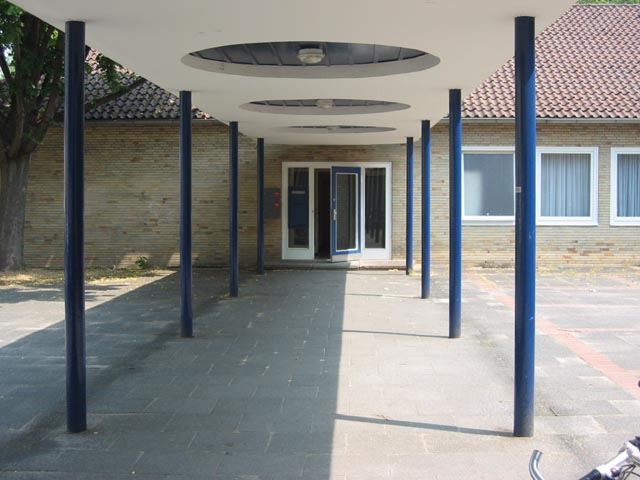
Chemin vers la salle des professeurs
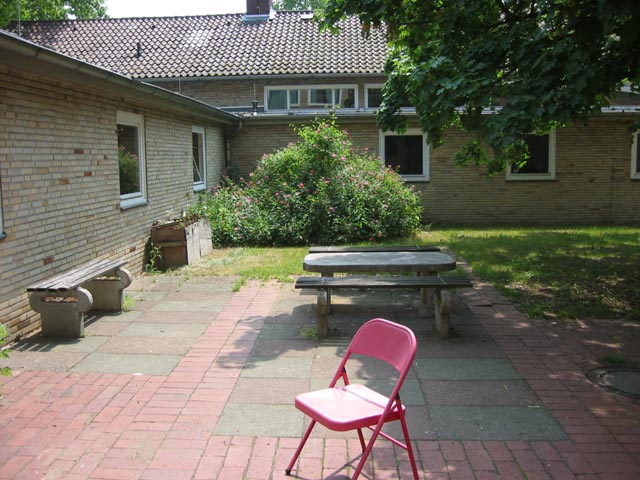
Ancienne cour des fumeurs
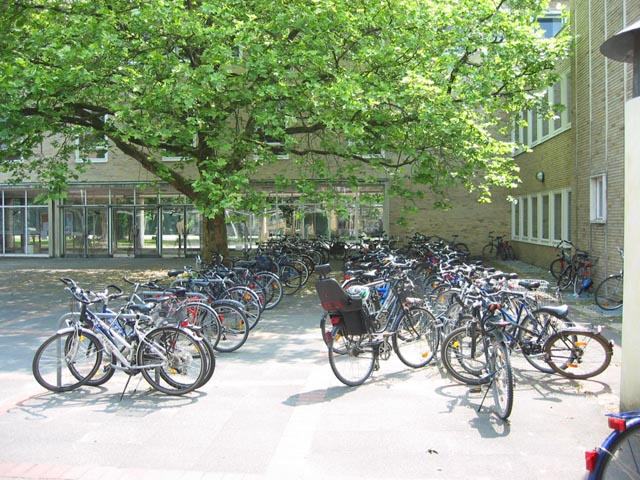
Cour d'école
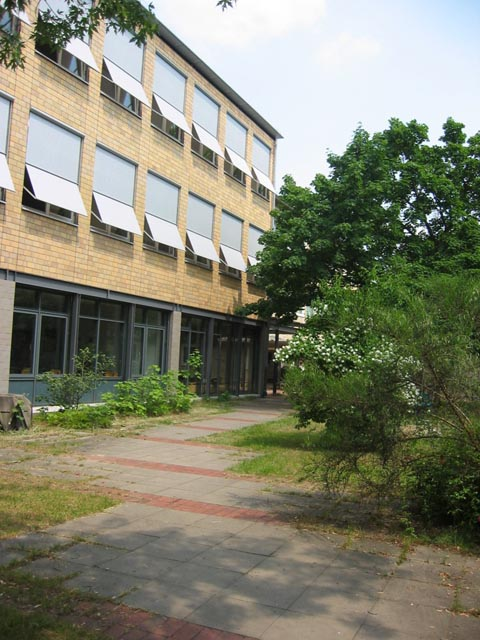
Extension du KWR (années 1990)

En 1998, le nombre d'étudiants augmente légèrement. Le lycée Empereur-Guillaume et de la ville compte à cette époque 516 étudiants. Lorsque l'Abitur central est introduit en Basse-Saxe en 2006, le lycée Empereur-Guillaume et de la ville a la meilleure moyenne pondérée cumulative de l'Abitur (2,1) de l'État.

### Lycée de la ville

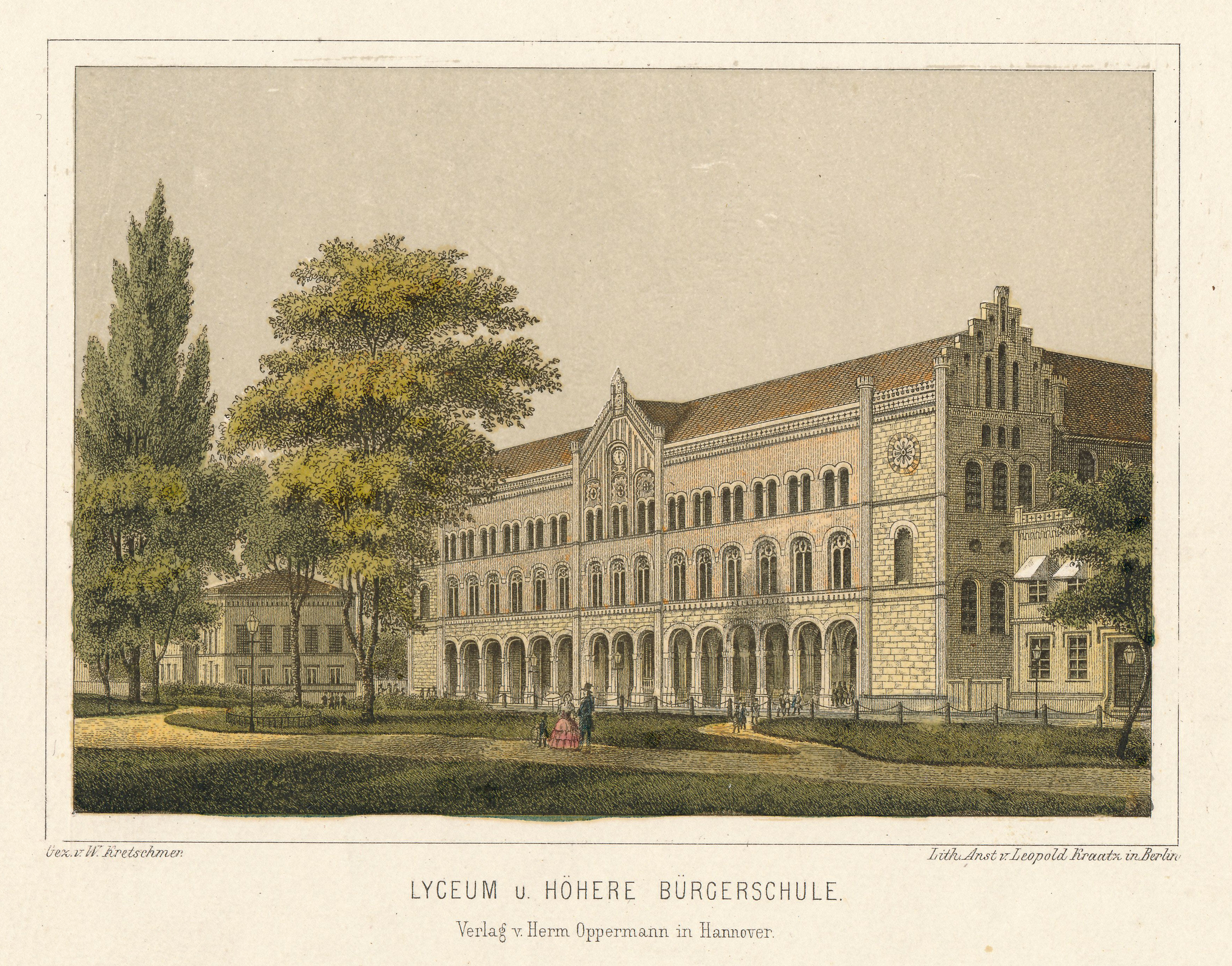
Le lycée avec une école communautaire supérieure, la dernière KWG, construit sur la Georgsplatz en 1854 ; La Norddeutsche Landesbank est construite sur le même site en 1958 ;
Lithographie en couleurs de Leopold Kraatz d'après un modèle du professeur de dessin Wilhelm Kretschmer

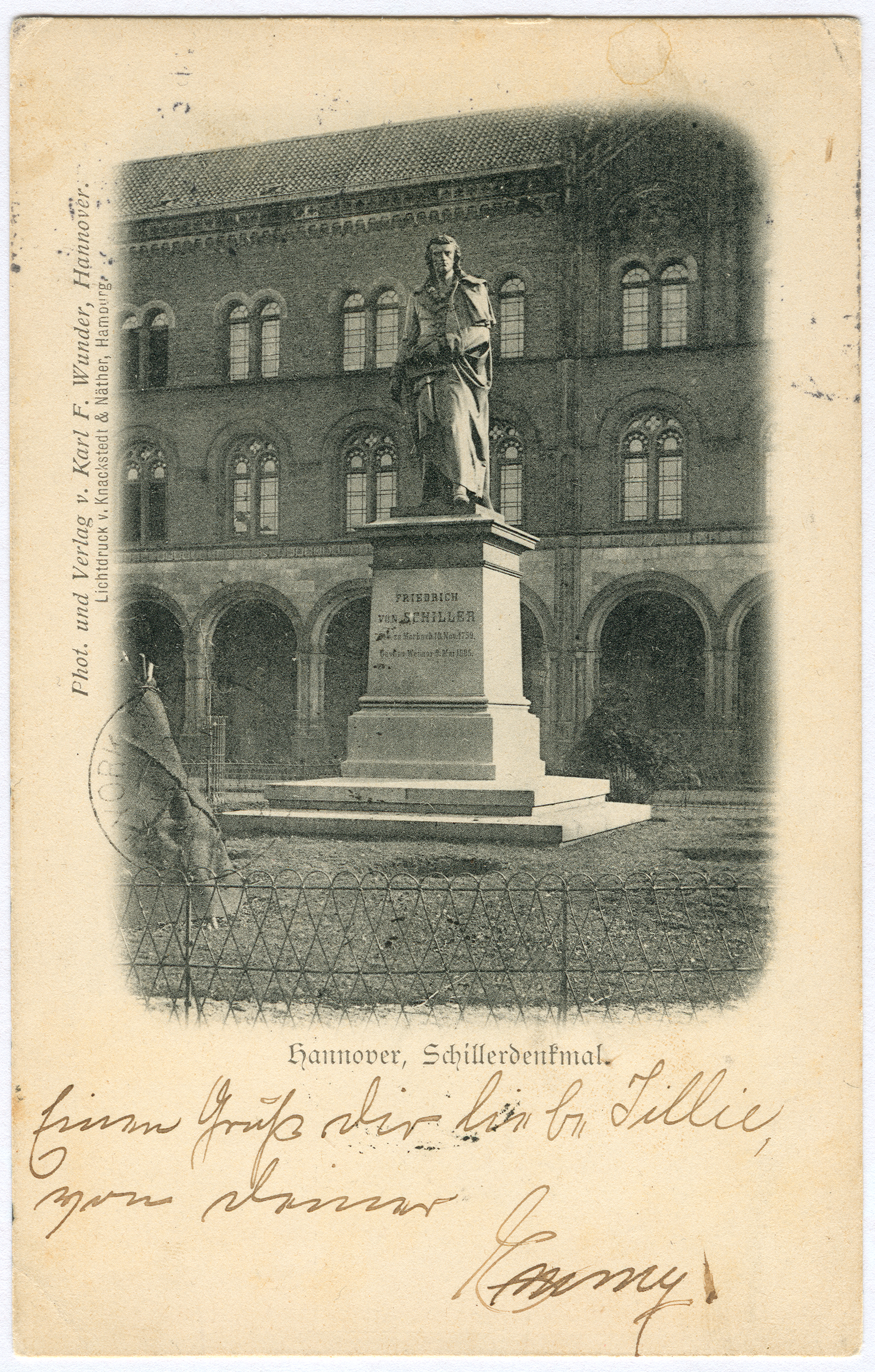
Le monument Schiller érigé devant le lycée sur la Georgsplatz ; Carte postale de Karl Friedrich Wunder, phototypie de Knackstedt & Näther ; vers 1898

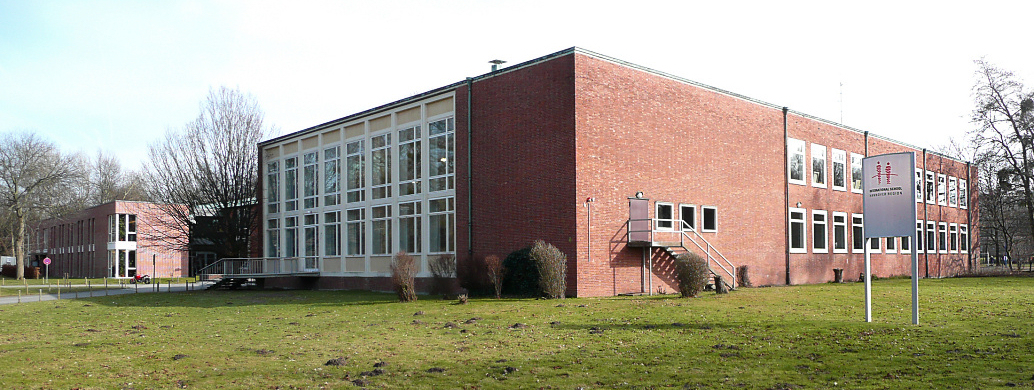
Bâtiment d'après-guerre du lycée de la ville d'Hanovre près de la, aujourd'hui l'

L'histoire du lycée de la ville de Hanovre remonte à la schola de Honovere, mentionnée pour la première fois dans un document en 1262. En 1315, le conseil de la ville autorise la construction d'un bâtiment scolaire à l'église du marché. En 1348, la ville acquiert l'école et tous les droits (« Se mogen ok mer Scole maken inside der Stadt, icht se willet ») et choisit désormais les recteurs pour un an.
L'école prépare aux carrières ecclésiastiques et laïques et enseigne le latin, l'expression orale et écrite, la rhétorique et le chant. Elle se finance elle-même et le directeur, qui est le seul enseignant des trois niveaux, grâce aux frais de scolarité. Les enfants pauvres forment des chorales de mendiants et se produisent en public pour payer leurs frais de scolarité.
Lorsque le concile destitue un enseignant protestant en 1532 et est finalement renversé, Hanovre devient le « bastion du luthéranisme ». L'école est engagée dans l'humanisme. En 1578, le bâtiment scolaire brûle. En 1597, l'école compte 800 élèves (dont certains viennent de Brême) et une fondation pour les élèves pauvres est fondée.
En 1598, le règlement scolaire interdit le jeu, la natation en plein air, le lancer de boules de neige, la boisson et le port de vêtements colorés. Au XVIIe siècle, le bas allemand et autorisé et les étudiants ont le temps de se détendre. Le nombre d'étudiants diminue ensuite, principalement parce que l'allemand remplace le latin au siècle des Lumières et que les nobles et les roturiers embauchent des professeurs privés. – la structure sociale change. En 1708, de nouveaux règlements scolaires sont publiés, interdisant le mensonge, l'avidité, la fornication et le manque de propreté.
En 1759, seuls 65 élèves étudient à l'école, après quoi, en 1765, une école secondaire d'arithmétique, d'architecture et de tâches ménagères est créée dans le bâtiment du lycée. En 1774, le nombre d'élèves s'élève à nouveau à 120. En 1803, l'école déménage dans l'ancien café Vauxhall sur la Friederikenplatz (de). En 1812, le français est la première langue étrangère moderne à être ajoutée au programme scolaire. Au XIXe siècle, huit classes, des cloches horaires et des conférences hebdomadaires sont introduites et la violence est interdite.
En 1847, l'ancienne école est démolie pour donner au roi une vue dégagée sur la Waterlooplatz (de). Le nouveau bâtiment est inauguré en 1854. La wilhelminisation du lycée de la ville après son annexion par la Prusse se reflète dans les célébrations : les commémorations des batailles et les anniversaires des monarques sont célébrés en toute pompe et la célébration du 550e anniversaire qui a lieu en 1898 s'étend sur quatre jours complets, avec théâtre et illuminations scolaires., spectacle de gymnastique, banquet et bal.
En 1871, le Lycée II (de) est séparé de l'école traditionnelle
En 1912, le Lycée I de la ville devient le lycée de la ville d'Hanovre (RGH). Depuis lors, le lycée Empereur-Guillaume, fondé en 1875, et le lycée de la ville coexistent pour ainsi dire comme des « entreprises concurrentes », ce qui est difficilement compréhensible aujourd'hui : deux écoles avec le même profil, axées sur sur des langues anciennes, pas trop éloignées les unes des autres.
Après l'arrivée au pouvoir des nationaux-socialistes en 1933, Bernhard Rust, professeur de langues anciennes du RGH, suspendu de ses fonctions, devient ministre de l'Éducation. Le niveau d'éducation baisse ; le temps scolaire est raccourci d'un an, les langues anciennes sont mises de côté et la « Germanie » de Tacite devient une lecture obligatoire. De nombreuses heures de cours sont victimes des événements nationaux-socialistes.
En 1935, les étudiants d'Untertertia rejetèrent leur professeur d'histoire en raison de ses opinions national-socialistes. Il est licencié ; le lycée de la ville reste quelque peu critique et autodéterminé. Au début de la Seconde Guerre mondiale, en 1939, des enseignants aptes à la guerre sont enrôlés. À partir de 1943, des élèves plus âgés sans diplôme d'études secondaires sont recrutés et reçoivent un diplôme de fin d'études avec une « note de maturité ». Ils travaillent ou sont utilisés comme « aides anti-aériennes ».
Lors des raids aériens sur Hanovre (de), le bâtiment scolaire est en grande partie détruit le 8 octobre 1943. En 1945, le lycée de la ville subit 164 pertes et 13 victimes. Dans la période d’urgence qui suit, de nombreux enseignants et étudiants sont portés disparus. Les classes sont limitées en raison du matériel pédagogique démodé (entre autres choses, il y a des changements dans les bâtiments scolaires qui existent encore). De nombreux étudiants souffrent de malnutrition et risquent de contracter la tuberculose.
En 1954, le nouveau bâtiment du lycée de la ville est inauguré sur la Schützenplatz (de), aujourd'hui l'école internationale de la région d'Hanovre (de). Dans le même temps, la participation des étudiants est introduite.
L'éducation mixte est introduite au Ratsgymnasium au plus tard en 1969, mais avec la restriction réservée aux filles en 5e année. Les cours devaient commencer par le latin comme première langue. En 1978, il y a eu le dernier Abitur au Ratsgymnasium et au Kaiser-Wilhelm-Gymnasium avant l'introduction du niveau d'orientation. Cependant, après l'introduction du niveau d'orientation en Basse-Saxe, les lycées n'ont commencé qu'à partir de la septième année, ce qui a posé d'énormes problèmes, notamment pour les langues anciennes.
Il y a un parrainage pour le lycée de la ville d'Altstadt-Kneiphof de Königsberg, né en 1923 de la fusion du lycée de Kneiphof et du lycée de la vieille ville de Königsberg
À l'occasion du 725e anniversaire du lycée de la ville, Ernst Gottfried Mahrenholz (de), ancien élève, prononce un discours le 22 août 1992

### Lycée Empereur-Guillaume

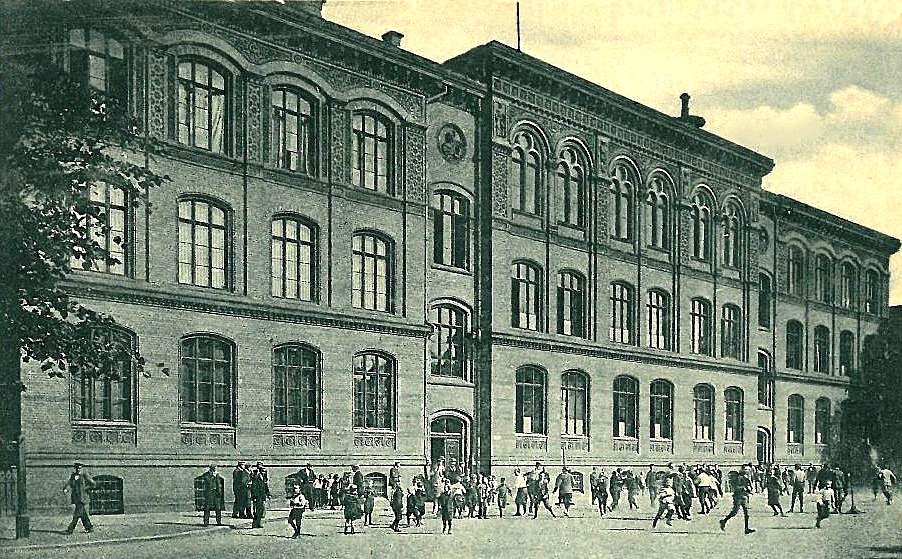
Vue de la cour du lycée Empereur-Guillaume (1900)

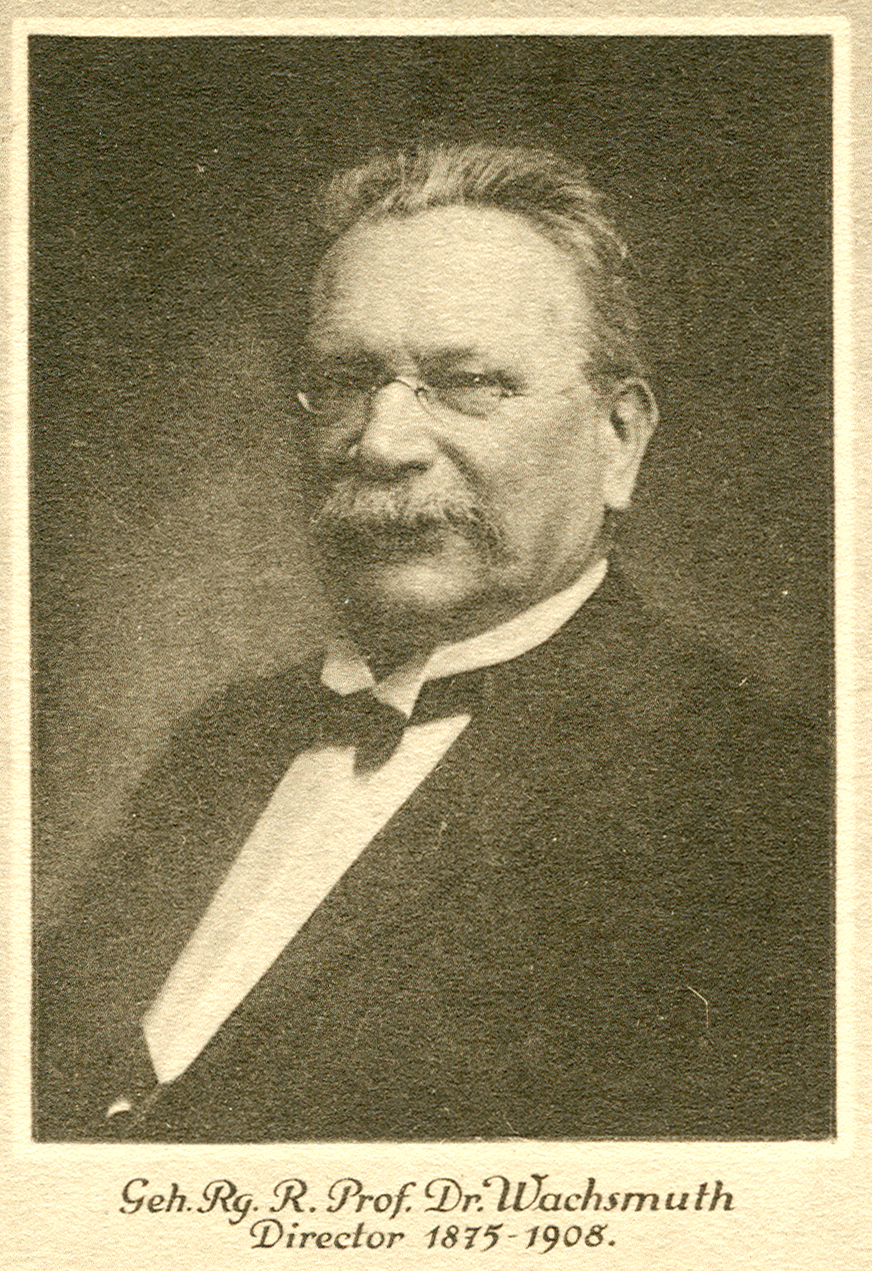
Le conseiller Richard Wachsmuth, premier directeur du lycée Empereur-Guillaume de 1875 à 1908

Le « lycée Empereur-Guillaume » (KWG) est fondé en 1875 comme seule école prussienne à Hanovre, un ancien bastion de Guelfes. En 1881, il déménage dans son nouveau bâtiment scolaire sur Am Gefangenenhause. Comme cette rue doit son nom à la prison du tribunal (de) située en face au nord et entourée de hauts murs, elle est rebaptisée Leonhardtstrasse sur l'insistance du directeur. Le nombre d'étudiants augmente rapidement.
Il en va de même pour l'évolution du lycée de la ville pendant la période national-socialiste. Pendant la Seconde Guerre mondiale, 206 élèves du lycée Empereur-Guillaume sont morts. Pour la période d'après-guerre, il faut cependant parler d'une dénazification subvertie, comme le pédagogue Achim Leschinsky (de) dans une dispute avec le lycée Empereur-Guillaume et les acteurs qui y enseignent, comme le directeur Erich von Drygalski (né le 19 décembre 1901) et ses anciens camarades qui incarnent Napola Ilfeld et Napola Schulpforta.
Le bâtiment du lycée Empereur-Guillaume est également détruit par les raids aériens sur Hanovre (de) pendant la Seconde Guerre mondiale. L'école Humboldt (de) est initialement utilisée comme logement alternatif. Entre 1952 et 1956, le nouveau lycée est construit sur la Seelhorststrasse, à proximité du zoo de Hanovre et de l'hôtel de ville d'Hanovre (de).

## Étudiants et professeurs notables

### Professeurs
- Georg Scharnekau (de) (Scarabaeus) (1505-1558)[12], premier prédicateur protestant à Hanovre et à partir de 1527 recteur de l'école communale[13]
- Johann Ludolf Bünemann (de) (1687-1759), philologue et historien de la littérature, recteur à partir de 1739
- Jacob Struve (de) (1755-1841) directeur du lycée de 1785 à 1791
- Friedrich Ernst Ruhkopf (de) (1760-1821), directeur du Lycée, édite cinq volumes de Sénèque et est membre de la Société royale des sciences de Göttingen
- Ernst Friedrich Wilhelm Bödeker (de) (1779-1825), sous-recteur en 1807, vice-recteur en 1817, poète et écrivain
- Georg Friedrich Grotefend (1775-1853), directeur du Lycée de 1821 à 1849, déchiffre le cunéiforme persépolitain de manière combinatoire sans connaître le persan, écrit deux grammaires latines et fonde l'Association de la langue allemande, où il rencontre Jacob Grimm.
- Raphael Kühner (1802-1878), professeur de langues anciennes au lycée et plus tard comme « recteur » directeur adjoint du lycée jusqu'en 1863.
- Wilhelm Pieper (de) (1826-1898), ancien secrétaire particulier de Karl Marx à Londres, plus tard au lycée de la ville
- Richard Wachsmuth (de) (1840-1910), premier directeur du KWG[14]
- Adolf Köcher (de) (1848-1917), professeur, reçoit des médailles pour ses conférences auprès de Guillaume II. Voyages dans le Nord, conseiller privé
- Ernst Kohlrausch (1850-1923), enseignant, inventeur de l'appareil chronophotographique pour la photographie de série
- Ernst Schrader (de) (1852-1911), professeur et écrivain
- Wilhelm Prinzhorn (de) (1859-1946), directeur du conseil scolaire provincial de Prusse. Ministère de la Culture
- Rudolf Graefenhain (de) (1867-1940), directeur, ancien précepteur du prince de Schaumbourg-Lippe[15]
- Iwan Bloch 1872-1922), médecin allemand, dermatovénéréologue et chercheur en sexe
- Bernhard Rust (1883-1945), professeur (langues anciennes) au lycée de la ville de 1911, 1925 Gauleiter Hannover-Nord, 1933 à 1945 Ministre de l'Éducation du Reich (1883-1945)
- Hans Wohltmann (de) (1884-1968), professeur à partir de 1915, historien, lauréat du prix des frères Grimm, citoyen d'honneur du Stade et à partir de 1926 directeur de l'Athenaeum Stade (de)
- Rolf Hartung (de) (1908-1995), professeur d'art au KWG (à partir de 1967 à la Werkkunstschule de Hanovre), peintre et auteur
- Heinz Papenhoff (de) (né le 12 mai 1931 à Bochum et mort le 4 mars 2000 à Hanovre), philologue classique et professeur de lycée au KWG à partir de 1956, directeur du lycée de la ville à partir de 1972.
- Achim Block (de) (1932-2019), philologue classique et homme politique, au KWG de 1956 à 1969
- Bernhard H. F. Taureck (de) (né en 1943), enseignant, philosophe allemand et professeur à l'Université technique de Brunswick (enseigné de 1996 à 2007)
- Dr Albert Marx (1955-2023), professeur et auteur

### Élèves
Trié par année de naissance
- Johannes Schele (de) (≈1385/90–1439), secrétaire de l'empereur Sigismund en 1407, puis évêque de Lübeck
- Reiner Reineccius (1541–1595), premier professeur d'histoire à Helmstedt
- Hieronymus Praetorius (de) (1595–1651), ecclésiastique luthérien, théologien, physicien et professeur d'université
- Karl Philipp Moritz (1756–1793), écrivain du Sturm und Drang, précurseur du roman de développement psychologique avec Anton Reiser (de), une œuvre autobiographique qui traite de ses années d'école
- August Wilhelm Iffland (1759–1814), né à Leibnizhaus, acteur, "favori du public de son époque" et directeur du Théâtre national de Berlin ; l'hommage aux acteurs "Anneau d'Iffland" porte son nom.
- August Wilhelm Schlegel (1767–1845), poète, fonde avec son frère Friedrich, qui ne va pas au lycée parce que ses parents le considèrent comme moins doué, un cercle avec Novalis, Schelling, Brentano et crée les bases théoriques littéraires du romantisme
- Georg Wilhelm Glünder (de) (1799–1848), officier, auteur et éditeur, second directeur de l'école polytechnique d'Hanovre[16]
- Heinrich Bergmann (de) (1799–1887), officier, curateur d'université, juriste administratif, directeur de consistoire et ministre de la Culture[17]
- August Heinrich Andreae (de) (1804–1846), peintre et architecte urbain de Hanovre
- Rudolf Wiegmann (1804–1865), architecte, professeur et secrétaire à l'Académie des Beaux-Arts de Düsseldorf, secrétaire de l'Association artistique de Rhénanie et de Westphalie, peintre d'architecture, graphiste, graveur, lithographe, illustrateur et écrivain d'art
- Eduard von Schele zu Schelenburg (de) (1805–1875), ministre-président du royaume de Hanovre et maître général des postes à Francfort-sur-le-Main
- Hermann Klencke (de) (1813–1881), médecin militaire, érudit privé et écrivain
- Karl Günther (de) (1822–1896), vétérinaire
- Christoph Gustav Mittendorff (de) (1822–1847), historien
- Rudolf von Bennigsen (1824–1902), leader des nationaux-libéraux, adversaire de Bismarck, haut président de la province de Hanovre en 1888
- Ludwig Lange (de) (1825–1885), philologue et archéologue
- Georg Meissner (de) (1829–1905), anatomiste et physiologiste, découvreur des corpuscules cutanés qui portent son nom
- August Tewes (de) (1831–1913), juriste et professeur d'université
- Julius Wellhausen (1844–1918), théologien
- Barend Sijmons (de) (1853–1935), philologue
- Hans Eyl (de) (1854–1913), syndic de la ville et directeur adjoint de la ville d'Hanovre[18]
- Heinrich Tramm (1854–1932), directeur de la ville d'Hanovre[19]
- Wilhelm Hoyer (de) (1854–1932), géologue et ingénieur
- Max Devrient (de) (1857–1929), acteur et metteur en scène du Hofburg de Vienne
- Hermann Valentin (de) (1863–1913), député au parlement de la principauté de Lippe (de)
- Ernst Wegener (de) (1863–1945), juriste et homme politique
- Alfred Hugenberg (1865–1951), entrepreneur de l'industrie minière, de l'armement et des médias, homme politique (DNVP)
- Georg Crusen (de) (1867–1949), juriste et président de la Haute Cour de la ville libre de Dantzig[20]
- Hugo Lindemann (de) (1867–1949), professeur d'université et homme politique social-démocrate
- Viktor Lampe (de) (1869–1932), président de l'office de l'église d'État à Hanovre
- Theodor Lessing (1872–1933), professeur de philosophie et de pédagogie à l'université de Hanovre
- Arnold Nöldeke (de) (1875–1964)[21] (1875–1964), architecte, fouilleur, historien de l'art et auteur
- Hartwig von Wersebe (de) (1879–1968), chanteur
- Karl Erich Andrée (de) (1880–1959), géologue, recteur de l'université de Königsberg
- Ernst Büttner (de) (1881–1955)[22]
- Johann Frerking (de) (1884–1971), critique littéraire et théâtral et écrivain
- Arthur Menge (de) (1884–1965), homme politique et maire d'Hanovre (1925–1937)
- Georg Lindemann (1884–1963), Generaloberst pendant la Seconde Guerre mondiale
- Georg Lindemann (de) (1885–1961), sénateur SPD à Hanovre
- Theodor Lockemann (de) (1885–1945), bibliothécaire, directeur de la bibliothèque universitaire d'Iéna (KWG)
- Herbert Ihering (1888–1977), dramaturge, metteur en scène, journaliste et critique de théâtre[23]
- Kurt Kleinrath (de) (1899–1968), officier d'artillerie et de la Luftwaffe
- Reinhard Kapp (de) (1907–1995), avocat spécialisé en droit fiscal
- Heinrich Dörrie (de) (1911–1983), philologue classique
- Kurt Eckels (de) (1911–1990), théologien
- Ulrich de Maizière (1912–2006), général et quatrième inspecteur général de la Bundeswehr de 1966 à 1972
- Helmut Coing (de) (1912–2000), directeur de l'Institut Max-Planck pour l'histoire du droit européen et vice-président de la Société Max-Planck
- Ernst Friedrich Brockmann (de) (1920–1978), architecte, sculpteur et graphiste, vice-président de la Fédération des architectes allemands[24]
- Rudolf Augstein (1923–2002), éditeur de l'hebdomadaire Der Spiegel à partir de 1946
- Hanns Simons (de) (1925–1984), ingénieur civil et professeur à l'université technique de Brunswick
- Hans Christhard Mahrenholz (de) (1928–2022), juriste et homme politique
- Ernst Gottfried Mahrenholz (de) (1929–2021), juge de la Cour constitutionnelle fédérale de 1981 à 1994
- Volkmar Köhler (de) (1930–2012), homme politique (CDU), maire de la ville de Wolfsburg de juin à novembre 1972, député du Bundestag de 1972 à 1994 pour la circonscription de Helmstedt-Wolfsburg
- Peter Hahn (de) (né en 1931), médecin, représentant de l'école anthropologique de médecine d'Heidelberg
- Ulrich Beer (de) (1932–2011), psychologue diplômé, écrivain spécialisé
- Hans-Ludwig Schreiber (de) (1933–2021), président de l'université Georges-Auguste de Göttingen, pénaliste et philosophe du droit
- Eckard Lefèvre (de) (né en 1935), philologue classique
- Klaus Bartels (de) (1936–2020), philologue classique et publiciste germano-suisse
- Rolf Seelmann-Eggebert (de) (né en 1937), CBE, journaliste de la télévision NDR et l'un des experts allemands les plus connus en matière de noblesse
- Eike Mühlenfeld (de) (1938–2018), physicien et professeur de technique de mesure et d'automatisation
- Dietrich Kurz (de) (1942–2023), pédagogue du sport et professeur d'université
- Ulrich Reuling (de) (1942–2000), historien du Moyen Âge et champion du monde de lancer du disque (catégorie senior)
- Jochen Feilcke (de) (né en 1942) député du Bundestag 1983-1998, depuis 1999 président de la Société germano-israélienne de Berlin et Potsdam
- Achim Leschinsky (de) (1944–2011), chercheur en sciences de l'éducation, professeur à l'université Humboldt de Berlin
- Friedrich-Wilhelm Tebbe (de) (1945–2021) chef d'orchestre, professeur d'université, fondateur de l'Orchestre Bach de Bückeburg, président de la société internationale Richard-Sahla
- Michael Schaefer (de) (né en 1949), diplomate et ambassadeur en République populaire de Chine depuis 2007
- Wolfram Kollatschny (de) (né en 1950), astrophysicien
- Werner Taegert (de) (né en 1950), philologue classique, angliciste et bibliothécaire
- Werner Hoyer (né en 1951), député du Bundestag, ministre d'État au ministère des Affaires étrangères, homme politique allemand (FDP)
- Eckhard Lucius (de) (1954–2011), didacticien en biologie à l'Institut Leibniz pour la pédagogie des sciences naturelles (IPN) à l'Université de Kiel
- Fritz Baltruweit (de) (né en 1955), pasteur et auteur-compositeur-interprète
- Heiko von der Leyen (né en 1955), médecin et professeur d'université
- Christian Hinsch (de) (1955–2021), gestionnaire d'assurance, président de la Chambre de commerce et d'industrie et conseiller d'entreprise[25]
- Martin Lohse (de) (né en 1956), médecin et professeur d'université
- Wolfram Thiem (de) (1956–2011), rameur
- Ludwig Hecke (de) (né en 1957), pédagogue et fonctionnaire ministériel, secrétaire d'État en Rhénanie-du-Nord-Westphalie
- Ingo Metzmacher (né en 1957), chef d'orchestre
- Thomas Dietrich (né en 1958), metteur en scène et acteur de théâtre
- Stephan Weil (né en 1958), ancien maire d(Hanovre, capitale de l'État, ministre-président de Basse-Saxe (SPD)
- Giovanni di Lorenzo (de) (né en 1959), journaliste germano-italien, co-éditeur du Tagesspiegel, rédacteur en chef de l'hebdomadaire Die Zeit et présentateur de talk-show[26]
- Tilman Krause (de) (né en 1959), critique littéraire et rédacteur en chef du quotidien Die Welt[27]
- Karsten Müller-Eising (né en 1960), avocat
- Tonio Stoll (né en 1962), juge à la Cour d'appel de Celle
- Christoph-Matthias Brand (né en 1961), banquier, Goldman Sachs. Ancien président fédéral du Rassemblement des étudiants chrétiens-démocrates (RCDS)
- Peter-Andreas Brand (né en 1958), avocat, Redeker Sellner Dahs
- Christoph von Bülow, (né en 1957) avocat, Freshfields, ancien porte-parole fédéral de l'Union des lycéens
- Andreas Aguilar (né en 1962), champion du monde de gymnastique artistique à la barre fixe en 1989, plusieurs fois champion d'Allemagne
- Jerk (Yak) Bondy (né en 1962), producteur de musique et compositeur
- Markus Becker (de) (né en 1963), pianiste
- Christoph Schneider (de) (né en 1963), chimiste et professeur d'université
- Andreas Thier (né en 1963), juriste et professeur d'université
- Jan Christian Gertz (de) (né en 1964), théologien protestant
- Christian Reinicke, (né en 1964) avocat et notaire, président de l'ADAC (Automobile Club allemand)
- Stefan Schostok (de) (né en 1964), ancien maire d'Hanovre, ancien député, président du district SPD d'Hanovre
- Bernhard Stecker (de) (né en 1964), théologien catholique romain
- Hans-Joachim Frey (de) (né en 1965), manager culturel
- Eckart von Klaeden (de) (né en 1965), ancien député du Bundestag et ministre d'État à la Chancellerie fédérale, homme politique allemand (CDU)
- Dirk Toepffer (de) (né en 1965), député, ancien président de la CDU d'Hanovre-Ville, homme politique allemand (CDU) et avocat
- Ruben Jonas Schnell (de) (né en 1968), journaliste musical et fondateur de la station de radio Internet ByteFM
- Volker Henning Drecoll (de) (né en 1968), historien de l'Église
- Bora Dagtekin (né en 1978), auteur et réalisateur
- Cornelius Meister (né en 1980), chef d'orchestre et pianiste ainsi que directeur musical de la ville d'Heidelberg
- Igor Levit (né en 1987), pianiste
- Elisabeth Brauß (née en 1995), pianiste

## Publications
Périodiques :
- Jahresbericht des Königlichen Kaiser-Wilhelms-Gymnasiums zu Hannover, sous-titre ... Schuljahr..., Hanovre, 1877ff.
  - Königliches Kaiser-Wilhelms-Gymnasium zu Hannover, magazine en complément du rapport annuel, 1877-1915 :
    - copies numériques en ligne via la Bibliothèque universitaire et d'État de Düsseldorf
    - en ligne via la Bibliothèque d'État de Bavière